# 미카엘 마다르
미카엘 마다르(프랑스어: Mickaël Madar, 1968년 5월 8일, 일-드-프랑스 파리 ~)는 프랑스의 전직 프로 축구 선수로, 현역 시절 스트라이커로 활약했다. 마다르는 프랑스 국가대표팀에서 활약해다. 마다르는 프랑스의 텔레비전 채널 카날+에서 평론가로 활동하고 있다.

## 선수 경력
프랑스 파리 출신인 마다르는 유대인이다.
그는 소쇼에서 프로 신고식을 치렀다. 이후, 마다르는 라발루아에서 1년을 보내고 소쇼로 복귀했다.
1992년, 마다르는 칸으로 이적했고, 1994년에는 모나코로 둥지를 옮겼다. 1996년에는 데포르티보로 이적해 스페인 무대로 진출했지만, 1년 동안 다리 골절로 활동하지 못했다. 그는 1997년 여름에 존 토샥의 후임으로 취임한 카를루스 아우베르투 실우바 감독과의 불화로 데포르티보를 떠나게 되었다.
부상에서 회복한 마다르는 스페인을 떠나 하워드 켄덜 감독이 이끌던 잉글랜드의 에버턴으로 입단했다. 그는 이후 12개월 동안, 그리고 두 차례 시즌 일부 동안, 19번의 리그 경기에 출전해 6골을 득점했는데, 이 중 1골은 크리스털 팰리스와의 첫 출전 경기였다. 그러나, 그는 에버턴이 1-0으로 앞서나가던 머시사이드 더비에서 결정적인 득점 기회를 놓치기도 했다.
1998년 12월, 마다르는 파리 생-제르맹으로 이적했다. 이후, 2001년, 그는 크레테유로 이적했다. 마다르는 2002년에 시즌이 끝나고 은퇴했다.
마다르는 프랑스 국가대표팀에 3차례 차출되었고, 유로 1996에서 자국을 대표로 참가했다.

## 은퇴 후
은퇴 후, 마다르는 프랑스 텔레비전 채널 카날+의 평론가로 활동했다. 그는 여성 의류점도 경영하고 있다.

## 같이 보기
- 유대인 축구 선수 목록